# Ghettotech
Ghettotech és una forma de música dance electrònica originària de Detroit. Combina elements del ghetto house de Chicago amb electro, hip-hop, techno i Miami Bass. És en general més ràpid que la major part d'altres gèneres de música dance, i sovint destaca les líriques pornogràfiques.
L'ortografia i l'ús de les paraules del Ghettotech és discutible. És conegut per diversos noms com Ghetto Tech, GetoTek, Ghettotec, Detroit Bass, Booty Bass, Booty Music, Tech, Ghetto, Ghetto Shit o Accelerated Funk.
El Ghettotech va ser creat per uns DJ's i productors que treballaven en Detroit, amb una forta influència del Miami Bass i el ghetto house de Chicago. Duu existint en Detroit des de 1994 aproximadament.
Alguns artistes d'aquest estil són DJ Assault, DJ Godfather, DJ Bam Bam, Ignition Technician, Sole Tech, DJ Nasty, Erik Travis, Disc D, Mr. De', Starski & Clutch, 12 Tech Mob, 313 Bass Mechanics, DJ Omega, DJ Shortstop, The Detroit Grand Pubahs, DJ Funk, DJ Deeon, DJ Nehpets, DJ Slugo i Dump Emergency.